# Crépin et Crépinien
Pour les articles homonymes, voir Crépin et Saint-Crépin.
Saint  Crépin (S. Crispinus) et son frère Saint Crépinien (S. Crispinianus) (ou Crispin et Crispinien) sont deux frères cordonniers de Soissons, martyrs du IIIe siècle qui sont vénérés par les catholiques et les orthodoxes orientaux le 25 octobre. La tradition anglicane en a gardé le culte également. Les deux frères sont toujours mentionnés ensemble.

## Hagiographie

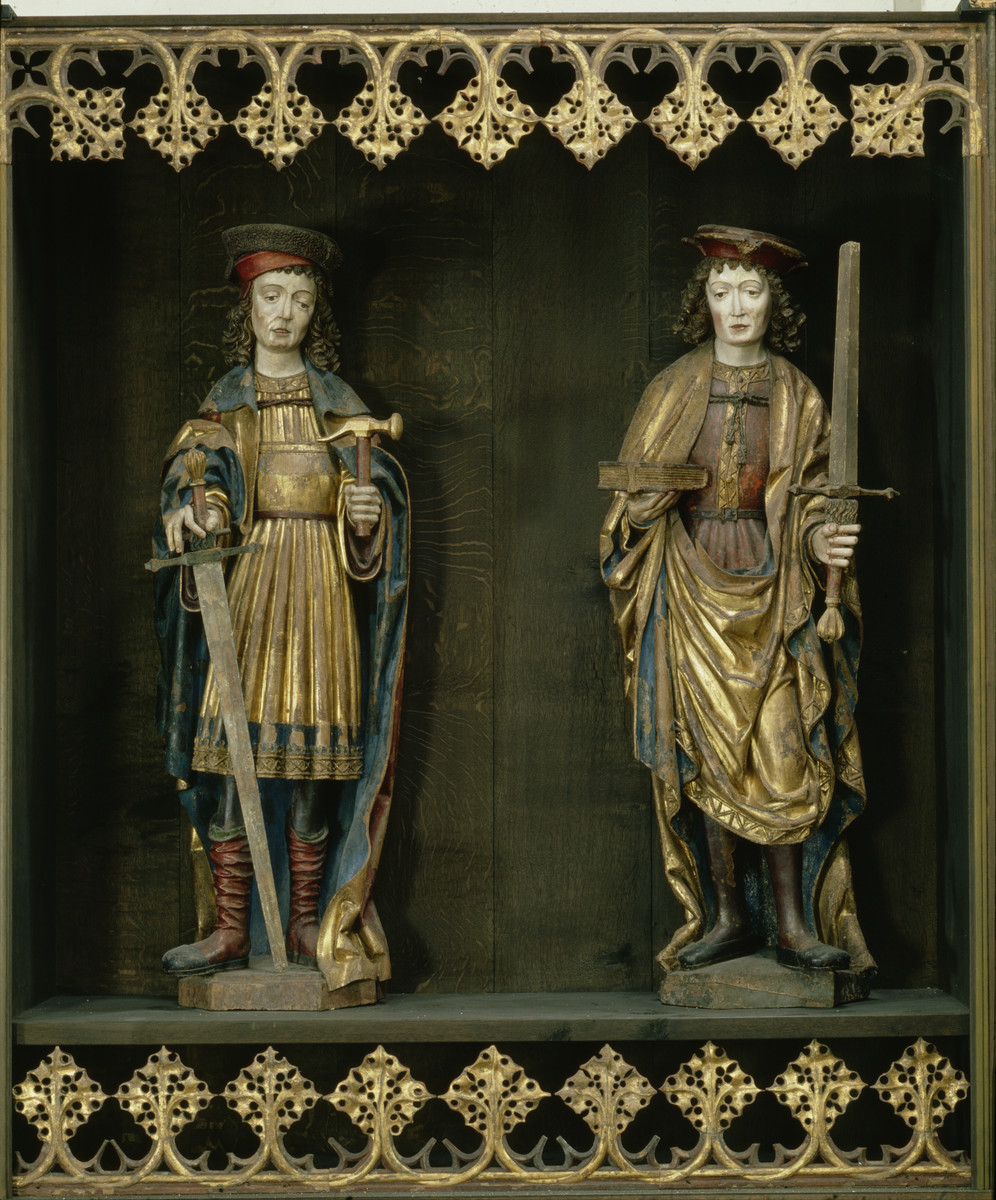
Crépin et Crépinien par Kerstgen van Ringenberch (1510 env.), Église Saint-Nicolas de Kalkar.

Leur vie est uniquement connue par la tradition,,.
Crépin et Crépinien, venus de Rome, étaient chrétiens et cordonniers à Soissons. Ils fabriquaient des chaussures pour les pauvres, qu'ils ne faisaient pas payer, et pour les riches qui appréciaient leur production.
En 285 ou 286, voire 287, ils furent dénoncés et conduits devant l'empereur Maximien de passage dans le nord de la Gaule. L'empereur leur ordonna d'abjurer leur foi chrétienne, ce qu'ils refusèrent vivement. Maximien les fit alors torturer par Rictiovarus, un de ses plus cruels exécuteurs. Celui-ci leur fit enfoncer des roseaux pointus sous les ongles, mais les roseaux jaillirent des mains des saints et vinrent blesser les bourreaux. On les précipita ensuite dans une rivière, avec une meule attachée à leur cou mais ils flottèrent à la surface sans se noyer. Puis l'empereur les fit jeter dans une citerne remplie de plomb fondu, mais une goutte de plomb rejaillit dans l'œil de l'exécuteur qui fut éborgné, tandis que Crépin et Crépinien en sortaient indemnes. Finalement, après qu'ils eurent résisté à plusieurs autres supplices, Rictiovarus les fit jeter dans de l'huile bouillante d'où deux anges vinrent les sortir, tandis que lui-même s'y jetait de rage. Crépin et Crépinien furent finalement décapités le lendemain.

## Culte et reliques
Leurs corps furent ensuite cachés par des fidèles qui, à la fin des persécutions, les déposèrent dans deux sépulcres voisins, où fut construite une basilique qui leur a été dédiée à Soissons, dont saint Grégoire de Tours parle à plusieurs reprises, notamment en 580 (Historia Francorum, livre V, chapitre 35). Par la suite, cette basilique s'est transformé en sanctuaire plus important.
Vers 570, le roi Sigebert Ier transféra certaines de leurs reliques de Soissons à Lisdorf près de Sarrelouis, où elles furent murées dans la table d'autel de l'église paroissiale qui porte leur nom. D'autres reliques furent transférées à la cathédrale d'Osnabrück au IXe siècle où des reliquaires des deux saints sont toujours conservés.
Leur culte s'est étendu jusqu'en Catalogne, à Sienne et au pays de Liège. On retrouve leurs noms dans le martyrologe de Bède le Vénérable (†735) et dans les litanies de Münstereifel au diocèse de Cologne
Si les événements de leur vie ne peuvent être obtenus qu'à partir de textes hagiographiques enrichis de nombreux éléments fabuleux, l'antiquité et la diffusion du culte des deux martyrs semblent prouver leur historicité. Ils sont célébrés le 25 octobre.
La Bataille d'Azincourt gagnée par Henri V d'Angleterre ayant eu lieu un '25 octobre' le roi d'Angleterre ordonna l'introduction du culte des deux martyrs en Angleterre. Shakespeare y fait allusion dans sa pièce de théâtre Henri V.

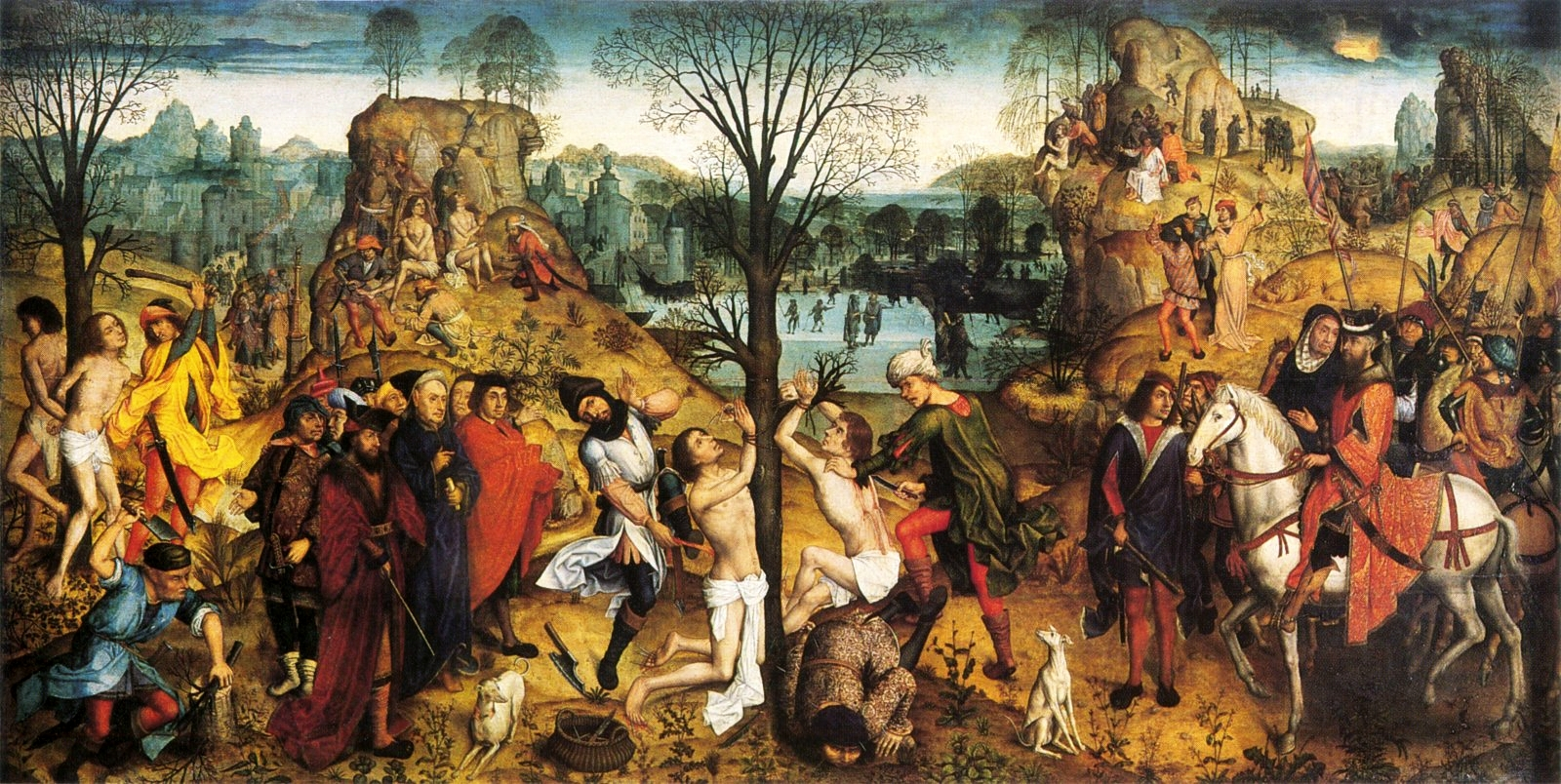
Le martyre de Saint Crépin et Saint Crépinien, par Aert van den Bossche (1490).

## Soissonsoucomté de Kent?
Si les Français les associent à la ville de Soissons où ils auraient vécu, les Anglais, eux, les font vivre dans le comté de Kent. Cette « délocalisation » n'est pas rare en hagiographie. Shakespeare y fait allusion dans Jules César et dans Henry V.
Extrait d'Henri V de Shakespeare (IV,3)
Tirade du Roi Henry (50/60) 
| Texte original | Traduction Française |
| --- | --- |
| This story shall the good man teach is son : And Crispin Crispian shall ne'er go by, From this day to the ending of the world, But we in it shall be rememberéd ; We few, we happy few, we band of brothers : For he to-day that sheds his blood with me Shall be my brother: be he ne'er so vile, This day shall gentle his condition. And gentlemen in England, now a-bed, Shall think themselves accursed they were not here; And hold their manhoods cheap, whiles any speaks That fought with us upon Saint Crispin's day. | Cette histoire, le bonhomme l'apprendra à son fils : Le jour de Crépin Crépinien ne passera jamais, À compter d'aujourd'hui jusqu'à la fin du monde, Sans qu'on se souvienne de nous ; De nous cette poignée, cette heureuse poignée d'hommes, cette bande de frères. Car quiconque aujourd'hui verse avec moi son sang, Sera mon frère : si roturier qu'il soit, Cette journée l'anoblira. Quant aux gentilshommes anglais qui sont dans leur lit à cette heure, Ils se tiendront pour maudits de n'avoir pas été ici, Et compteront pour rien leur valeur quand parlera Quiconque aura combattu avec nous le jour de la Saint Crépin. |

## Dédicaces

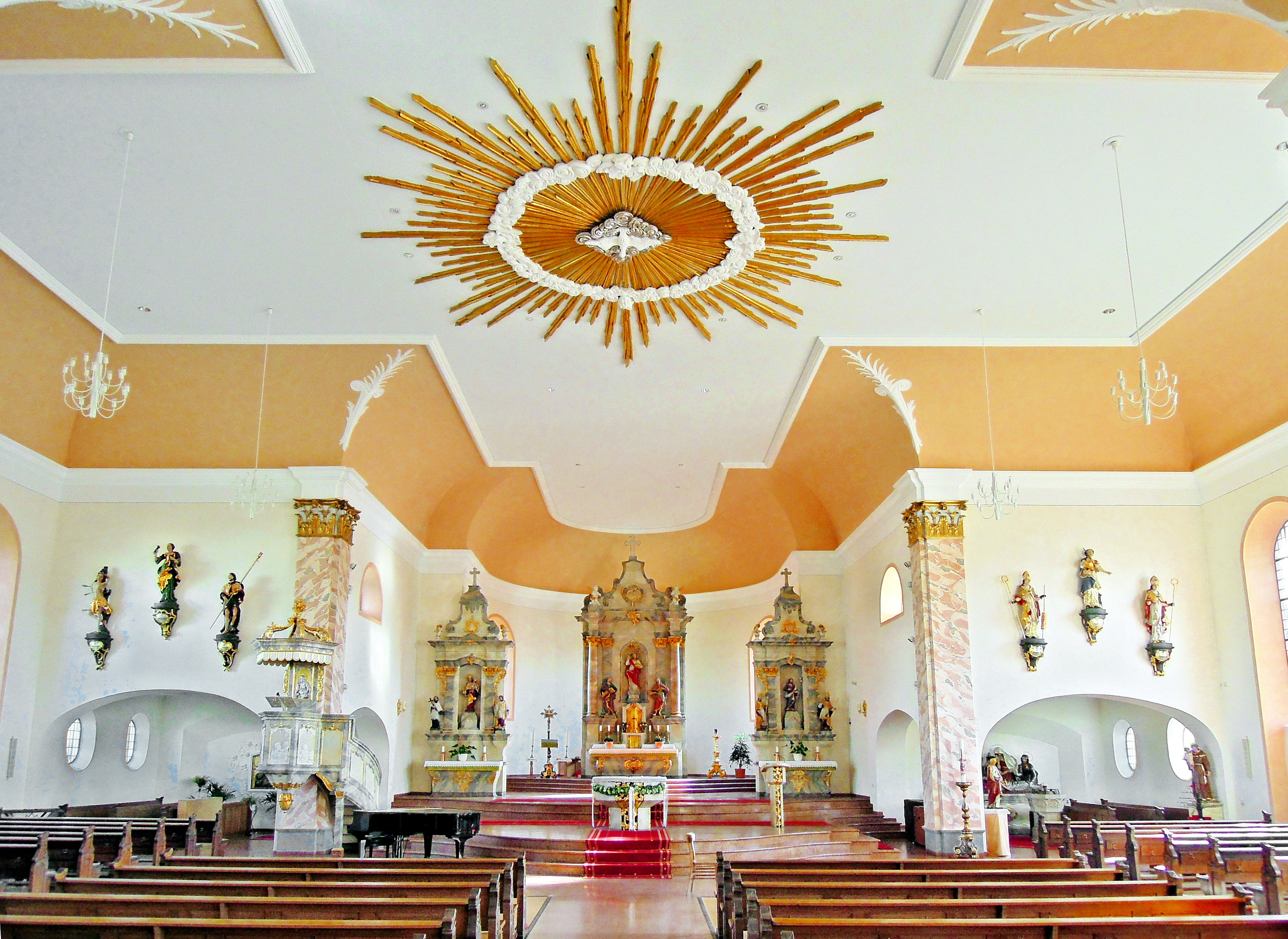
Église St. Crispinus et St. Crispinianus à Lisdorf.

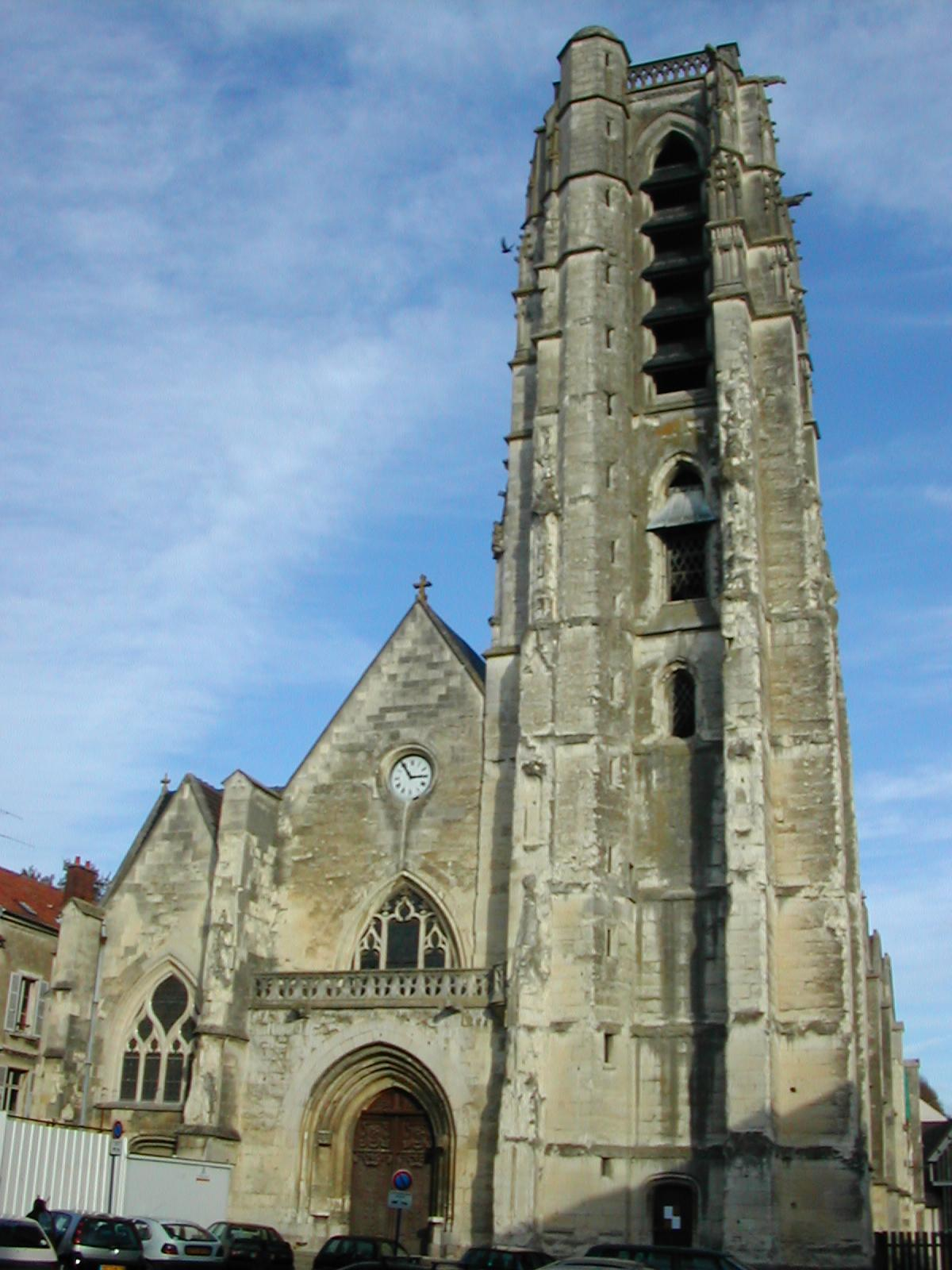
Église Saint-Crépin à Château-Thierry.

- De nombreuses églises sont dédiées à ces deux saints :
  - l'église Saint-Crépin et Saint-Crépinien à Saint-Crépin-aux-bois (Oise)
  - l'église Saint-Crispinus et Saint-Crispinianus à Lisdorf (Allemagne);
  - l'église Saint-Crépin à Soissons (Aisne) ;
  - l'église Saint-Crépin-et-Saint-Crépinien à Gommecourt (Yvelines) ;
  - l'église Saint-Crépin-et-Saint-Crépinien à Bréançon (Val-d'Oise) ;
  - l'église Saint Crépin-et-Saint Crépinien à Saint-Crépin-Ibouvillers (Oise) ;
  - l'église Saint-Crépin à Château-Thierry (Aisne) ;
  - l'église Saint-Crépin-et-Saint-Crépinien à Bouconville-Vauclair (Aisne) ;
  - l'église Saint-Crépin-et-Saint-Crépinien d'Écueil (Marne) ;
  - l'église Saint-Crépin-et-Saint-Crépinien à Azay-sur-Indre (Indre-et-Loire);
  - l'église Saint-Crépin-et-Saint-Crépinien à Laon (Aisne);
  - l'église Saint Crépin et Saint Crépinien de Piennes (Meurthe-et-Moselle);
  - l'église Santi Crispino e Crispiniano de Naples (Italie)...

(voir la catégorie "Église dédiée à saint Crépin" en bas de page)
- Plusieurs communes françaises ont une rue saint-Crépin :
  - Château-Thierry (Aisne) ;
  - Rannée (Ille-et-Vilaine) ;
  - Cholet (Maine-et-Loire) ;
  - Possesse (Marne) ;
  - La Madeleine (Nord) ;
  - Saint-Souplet (Nord) ;
  - Lassigny (Oise) .

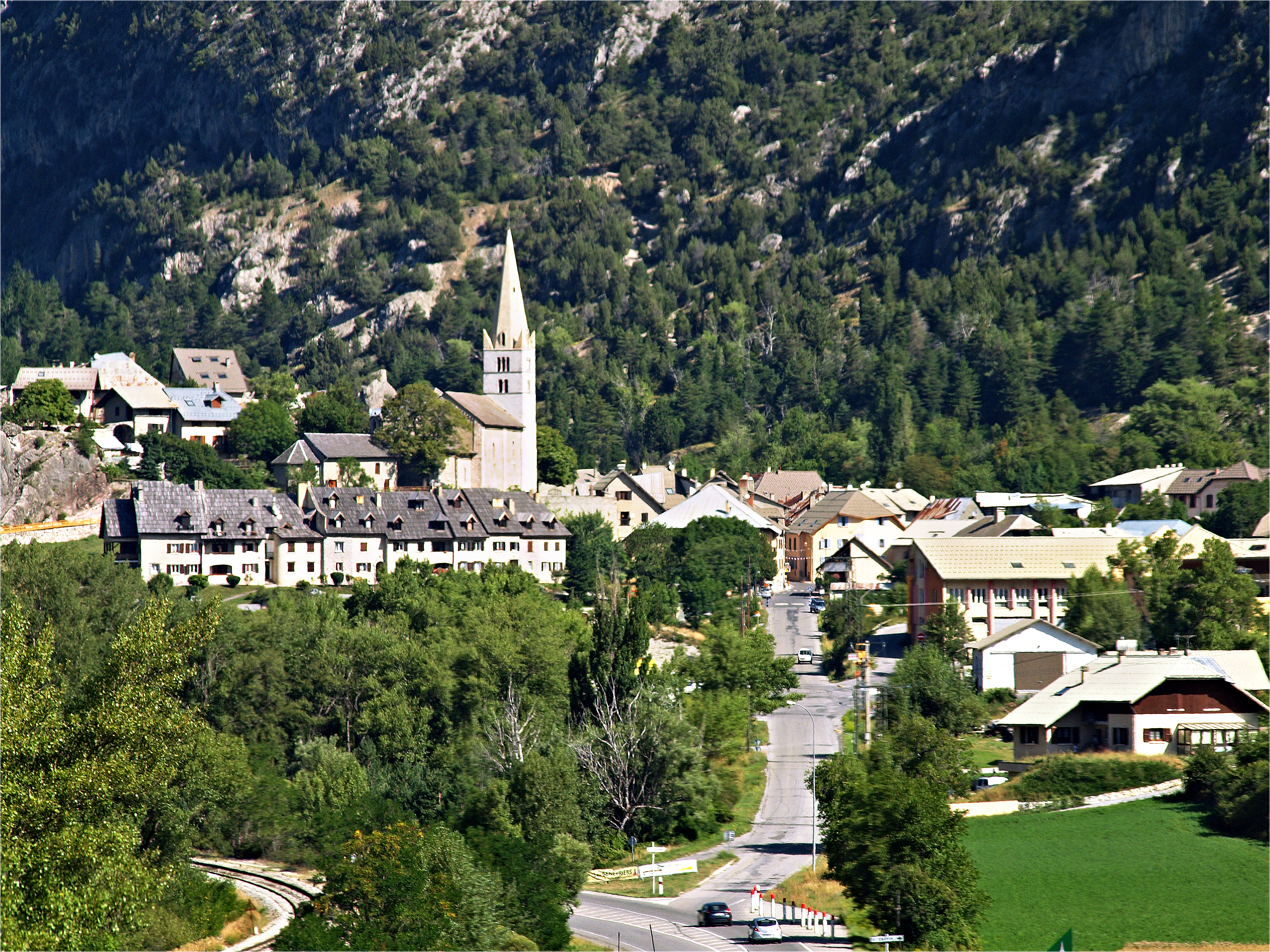
Le village de Saint-Crépin (Hautes-Alpes)

- Il existe aussi une rue saint-Crépin à Québec et une montée Saint-Crépin à Luxembourg.

- De plus Soissons a donné le nom de Saint-Crépin au plus grand parc de la ville.
- Saint Crépin a donné son nom à une commune de l'Oise, près de Soissons.

- Saint-Crépin a donné son nom à une commune des Hautes-Alpes. Bien que l'église sous ce vocable n'y ait été construite qu'en 1452, des traces d'usages chrétiens datant du Ve siècle ont été trouvés dans l'ancienne église Notre-Dame-de-l'Assomption, partagée avec le village voisin d'Eygliers[7].
- Saint-Crespin  a donné son nom à une commune de Seine-Maritime (autrefois appelée "La Hétraie") près de Dieppe.

## Dans les arts
- On représente Crépin et Crépinien sous l'aspect de cordonniers à leur établi, comme dans le tableau de 1523 d'un auteur anonyme, au Musée Carnavalet.
- Un tableau les représentant se trouve dans la Chapelle Notre-Dame de Châteaulin à Châteaulin, Finistère.
- Saint Crépin et Saint Crépinien recevant les palmes du martyre - Tableau de P.Cugeul Vendome 1663 - Église Saint-Martin de Chaudes-Aigues[8].
- Vitrail du XVe siècle représentant leur martyre en la Collégiale Saint-Gervais-Saint-Protais de Gisors.
- Vitrail du XVIe siècle représentant leur martyre en l'église de l'hôpital des Quinze-Vingts à Paris.
- Tableau (anonyme) de la confrérie des cordonniers (1757), dans l'église Saint-Pierre-Julien Eymard à La Mure (Isère).
- En sculpture, du XVIe siècle, en l'église Saint-Pantaléon de Troyes.

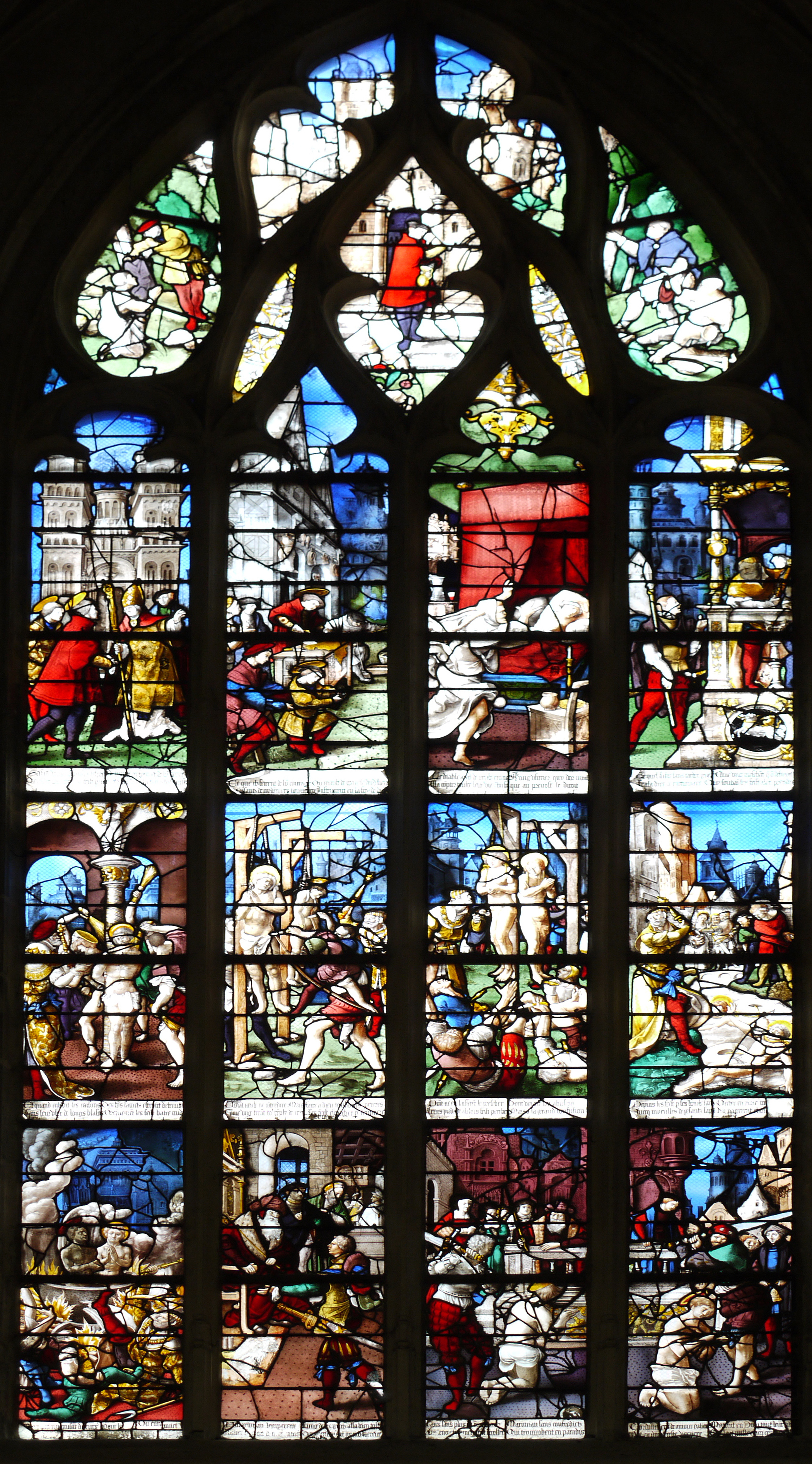
Martyre de Crépin et Crépinien - Vitrail de l'Église Saint-Gervais-Saint-Protais de Gisors.
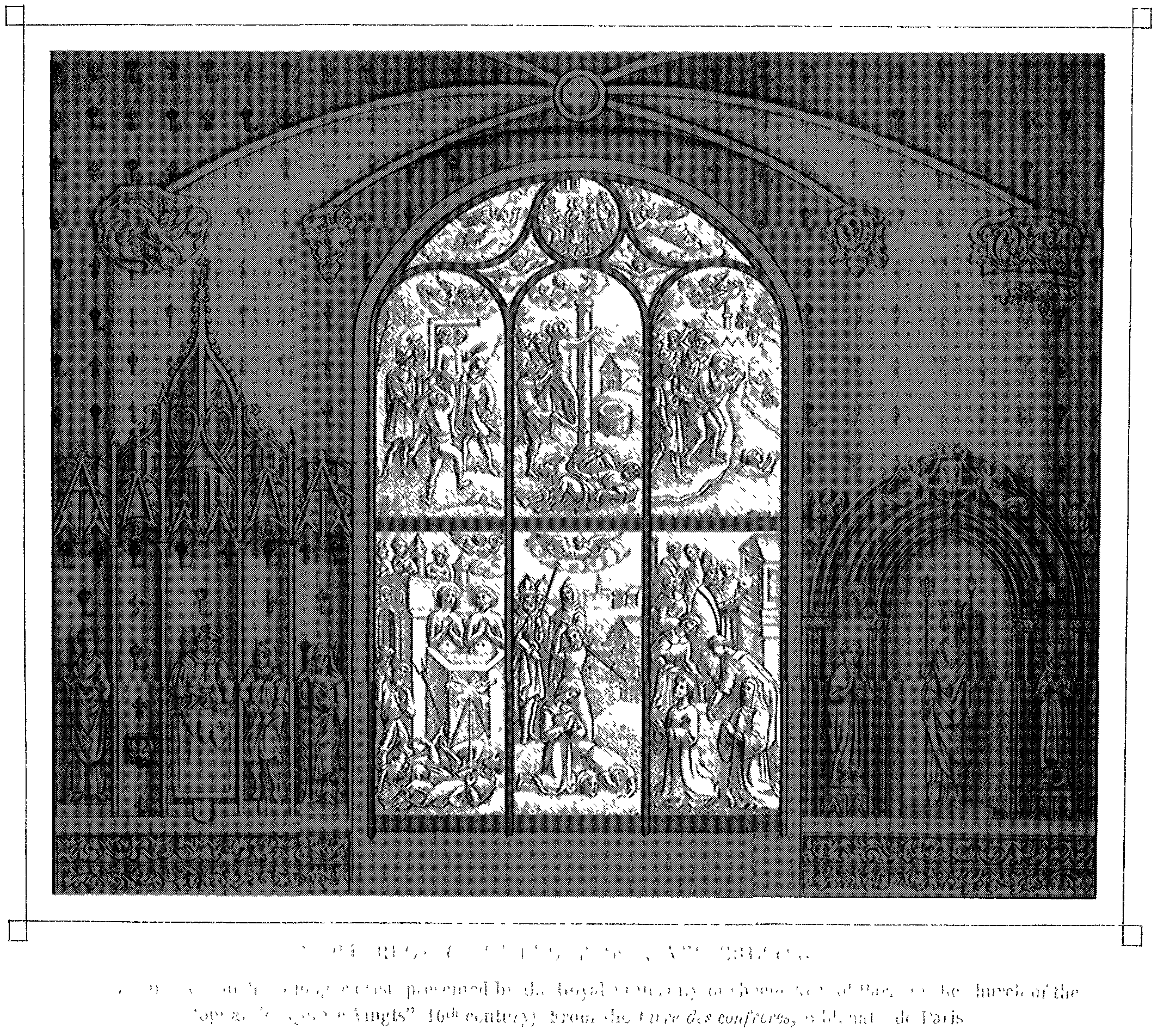
Crépin et Crépinien - Vitrail de l'église de l'hôpital des Quinze-Vingts à Paris.

## Patronage

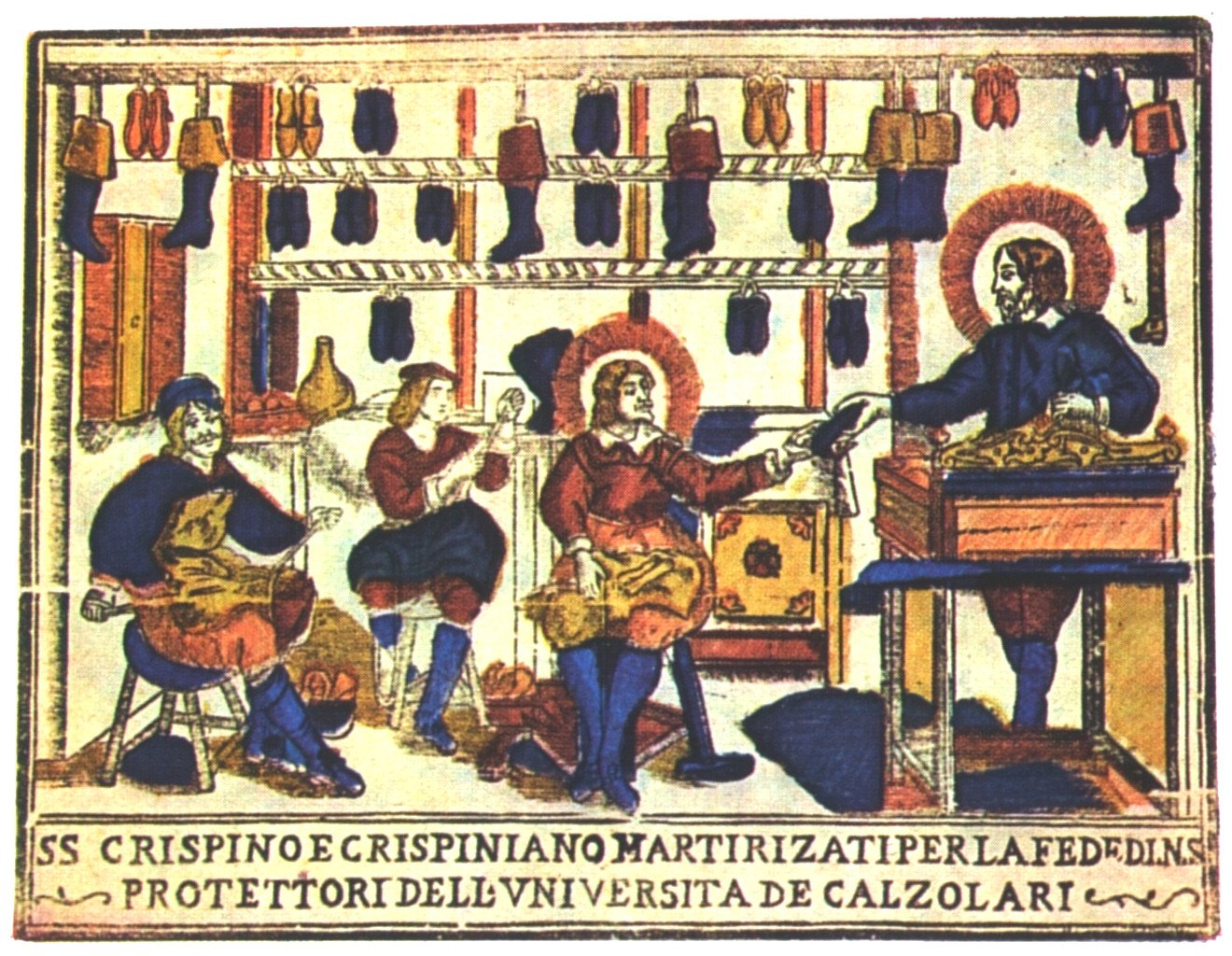
Les saints Crépin et Crépinien, patrons des cordonniers.

Ces deux saints sont, de par leur métier, patrons des cordonniers, mais aussi des gantiers, des bourreliers et des tanneurs.

## Représentation
Ils sont souvent représentés soit dans leur atelier, réparant des chaussures ou les distribuant aux pauvres, soit durant leur supplice, alors qu'on leur enfonce des alènes sous les ongles ou encore avec leur épée de martyre.

## Dictons
- À la Saint Crépin, les mouches voient leur fin.
- À la Saint Crépin, la pie monte au pin (ou au sapin).

## Usage commercial
Le nom Saint Crépin, en tant que saint patron des tailleurs et des cordonniers, a inspiré les noms de marque de chaussures CRESPIN en France, Holy Crispins en Angleterre et la marque autrichienne Saint Crispin's ainsi que la marque de chaussettes Saint-Crespin en France.